# カシオペヤ座オメガ星
カシオペヤ座ω星（カシオペヤざオメガせい、ω Cassiopeiae、ω Cas）は、カシオペヤ座にある連星である。見かけの等級は4.99と、肉眼でみえる明るさである。年周視差に基づいて太陽からの距離を計算すると、約728光年である。

## 特徴
カシオペヤ座ω星は、20世紀の初めにアダムズによって、視線速度の時間変化が発見され、分光連星と考えられるようになった。それから数年で、多数の分光観測が行われ、詳しい軌道要素も求められた。軌道要素は、軌道周期が69.6日、離心率が0.3、軌道長半径が0.18 au以上である。
カシオペヤ座ω星のみえているスペクトルはB型巨星の特徴を示し、スペクトル型がB8 IIIと分類される。光球の有効温度はおよそ13000 Kであり、光度は太陽の500倍、半径は太陽の5.4倍に相当すると見積もられている。カシオペヤ座ω星は、化学特異星の一種である弱ヘリウム星に位置づけられる。自転速度がおよそ45.7 km/sと推定され、早期型星としてはゆっくりであるので、大気中の元素の分離が進み、特異性を帯びると考えられる。

## 名称
かつて、カシオペヤ座ω星の符号については、混乱があった。フラムスティードの星表ではバイエル符号のωが使われず、該当部分にはカシオペヤ座c星とd星の2星が収録され、フラムスティード番号は43と46が充てられていた。どちらがω星に当たるかで、BAC星表は43番星とする一方、アルゲランダーは46番星がω星だとした。結局、46番星の方が明るいのでω星にふさわしいというアルゲランダーの主張が支持され、現代ではカシオペヤ座ω星のフラムスティード番号は46番となっている。
中国ではカシオペヤ座ω星は、天皇大帝の玉座を覆う笠を表す華蓋（拼音: Huá Gài）という星官を、カシオペヤ座40番星、HD 7389、カシオペヤ座31番星、カシオペヤ座ψ星、カシオペヤ座43番星などと共に形成する。カシオペヤ座ω星自身は、華蓋七（拼音: Huá Gài qī）つまり華蓋の7番星といわれる。